# Incontri internazionali di rugby a 15 di metà anno 1999
A metà anno è tradizione che le selezioni di "rugby a 15", europee in particolare, ma non solo, si rechino fuori dall'Europa o nell'emisfero sud per alcuni test. Si disputano però anche molti incontri tra nazionali dello stesso emisfero Sud, che precedono dal 1996, la disputa del Tri Nations.
Nel 1999, la tradizione non viene meno, anzi i test rivestono particolare importanza come preparazione ai mondiali imminenti.
L'Italia va in Sudafrica dove subisce pesanti rovesci.
| George 8 giugno 1999 | South West District | 47 – 10 | Italia XV |  |

| Port Elizabeth 12 giugno 1999 | Sudafrica | 74 – 3 | Italia | Boet Erasmus |

| Wellington 15 giugno 1999 | Boland | 45 – 17 | Italia XV |  |

| Durban 19 giugno 1999 | Sudafrica | 101 – 0 | Italia | King's Park |

La Francia, con molte assenze a fine campionato, si reca nel pacifico, batte Samoa, ma perde a sorpresa contro Tonga prima di crollare contro la Nuova Zelanda.
| Apia 12 giugno 1999 | Samoa | 22 – 39 | Francia |  |

| Nuku'alofa 16 giugno 1999 | Tonga | 20 – 16 | Francia |  |

| Hamilton (Nuova Zelanda) 20 giugno 1999 | Nuova Zelanda A | 45 – 24 | Francia XV |  |

| Wellington 26 giugno 1999 | Nuova Zelanda | 54 – 7 | Francia |  |

Prima di partire, i Bleus avevano surclassato la Romania in un test tradizionale.
| Castres 3 giugno 1999 | Francia | 62 – 8 | Romania |  |

Il Galles va due volte in Argentina, vincendo due volte contro i "Pumas". 
| Buenos Aires 29 maggio 1999 | Buenos Aires | 31 – 29 | Galles XV |  |

| Tucuman 1º giugno 1999 | Tucuman | 44 – 69 | Galles XV |  |

| Buenos Aires 5 giugno 1999 | Argentina | 26 – 36 | Galles | Etcheverry |

| Rosario 8 giugno 1999 | Argentina A | 47 – 34 | Galles XV |  |

| Buenos Aires 12 giugno 1999 | Argentina | 16 – 23 | Galles | Etcheverry |

L'Inghilterra cerca riscatto (dopo il 0-76 del 1998) in Australia, ma non va oltre una sconfitta di misura contro i "Wallabies",
| Brisbane 19 gennaio 1999 | Queensland | 19 – 34 | Inghilterra XV |  |

| Sydney 26 gennaio 1999 | Australia | 22 – 15 | Inghilterra | Stadium Australia |

Analogamente si comporta l'Irlanda con due sconfitte, sempre contro l'Australia.
| Gosford 31 maggio 1999 | NSW Country | 6 – 43 | Irlanda XV | Woy woy |

| Sydney 5 giugno 1999 | New Sotuh Wales | 39 – 24 | Irlanda XV |  |

| Brisbane 12 giugno 1999 | Australia | 46 – 10 | Irlanda | Ballymore Stadium |

| Perth 19 giugno 1999 | Australia | 32 – 26 | Irlanda | Subiaco Oval |

La Scozia, secondo una tradizione tutta sua, non si impegna in costose e faticose tournée ma invia una selezione sperimentale in Sudafrica, senza prevedere test match ufficiali.
| East London 21 giugno 1999 | Border | 28 – 31 | Scozia XV |  |

| Welkom 25 giugno 1999 | N.O. Free State | 24 – 38 | Scozia XV |  |

| Witbank 29 giugno 1999 | Mpumalanga | 28 – 15 | Scozia XV |  |

| Johannesburg 3 luglio 1999 | Golden Lions | 33 – 31 | Scozia XV | Ellis park |

I Barbarians Francesi si recano in tour in Argentina.
| Buenos Aires 16 giugno 1999 | Buenos Aires RC | 12 – 67 | French Barbarians |  |

| Buenos Aires 20 giugno 1999 | South American Barabrians | 28 – 45 | French Barbarians |  |

La Nuova Zelanda, dopo un match contro la seconda squadra, ospita e batte Samoa.
| Christchurch 11 giugno 1999 | Nuova Zelanda XV | 22 – 11 | Nuova Zelanda A | Jade Stadium |

| AlbanyNZ_ 18 giugno 1999 | Nuova Zelanda | 71 – 13 | Samoa |  |

## Inaugurazione del Millennium Stadium
Viaggio al contrario rispetto alla tradizione per il Sudafrica, che si reca in Galles per inaugurare il nuovo stadio che ospiterà la finale di Cardiff.
| Cardiff 26 giugno 1999 | Galles | 29 – 19 | Sudafrica | Millennium Stadium |

## Riepilogo Test match
Si sono disputati anche alcuni incontri ad opera di nazionali minori:
| Aalborg 5 giugno 1999 | Denmark Under 21 | 0 – 13 | Norvegia |  |

| Vienna 19 giugno 1999 | Austria | 26 – 31 | Svizzera |  |